# Czesław Mularski
Czesław Mularski (ur. 17 maja 1942 w Pustkach Choceńskich) – polski inżynier elektryk, poseł na Sejm PRL IX kadencji.

## Życiorys
Posiada tytuł zawodowy magistra inżyniera elektryka (absolwent Wydziału Elektrycznego Politechniki Wrocławskiej w 1967). Od 1967 pracował w Kombinacie Górniczo-Hutniczym Miedzi w Lubinie, a od 1969 w Zakładach Górniczych „Lubin” jako sztygar i nadsztygar. Od 1974 do 1978 (po ukończeniu studiów podyplomowych z zakresu informatyki) był głównym specjalistą ds. informatyki. Od 1981 był głównym inżynierem ds. inwestycji w ZG „Lubin”.
W 1962 wstąpił do Polskiej Zjednoczonej Partii Robotniczej. Był też działaczem Patriotycznego Ruchu Odrodzenia Narodowego. W 1985 uzyskał mandat posła na Sejm PRL IX kadencji w okręgu Legnica. Zasiadał w Komisji Górnictwa i Energetyki.

## Odznaczenia
- Złoty Krzyż Zasługi
- Srebrny Krzyż Zasługi
- Złote Odznaczenie im. Janka Krasickiego
- Odznaka „Za Zasługi dla ZSMP”
- Odznaka „Za Zasługi dla Województwa Legnickiego”